# Грей (округ, Техас)
Шаблон:StateAbbr_ 35°25′ пн. ш. 100°49′ зх. д. / 35.41° пн. ш. 100.81° зх. д.
Округ Грей (англ. Gray County) — округ (графство) у штаті Техас, США. Ідентифікатор округу 48179.

## Історія
Округ утворений 1876 року.

## Демографія
За даними перепису 2000 року загальне населення округу становило 22744 осіб, зокрема міського населення було 18322, а сільського — 4422. Серед мешканців округу чоловіків було 11594, а жінок — 11150. В окрузі було 8793 домогосподарства, 6052 родин, які мешкали в 10567 будинках. Середній розмір родини становив 2,93.
Віковий розподіл населення поданий у таблиці:
| Стать    | До 15 років | 15-21 | 22-29 | 30-39 | 40-49 | 50-65 | 65-85 | Понад 85 |
| -------- | ----------- | ----- | ----- | ----- | ----- | ----- | ----- | -------- |
| Чоловіки | 2200        | 1277  | 1210  | 1746  | 1738  | 1751  | 1485  | 187      |
| Жінки    | 2197        | 940   | 889   | 1331  | 1534  | 1806  | 2017  | 436      |

## Суміжні округи
- Робертс — північ
- Гемпгілл — північний схід
- Вілер — схід
- Коллінгсворт — південний схід
- Донлі — південь
- Карсон — захід
- Гатчинсон — північний захід